# Justin Tranter
Justin Tranter (ur. 16 czerwca 1980 w Lake Zurich) – amerykański piosenkarz, autor tekstów oraz aktywista. Pisał piosenki dla takich artystów jak Britney Spears, Gwen Stefani, Linkin Park, Kelly Clarkson, Selena Gomez, Justin Bieber, DNCE, Kesha, Fifth Harmony, 5 Seconds of Summer, Ariana Grande i Fall Out Boy. Tranter był wokalistą Semi Precious Weapons, zespołu rockowego pochodzącego z Nowego Jorku. Jest także członkiem zarządu GLAAD.

## Życiorys
Tranter urodził się i wychował wraz z trójką starszych braci w Lake Zurich na przedmieściach Chicago. Po ukończeniu szkoły średniej przeprowadził się do Bostonu, aby studiować w Berklee College of Music. Podczas pobytu w Berklee Justin założył Musicians With a Mission, fundusz stypendialny na edukację młodzieży LGBT. W 2004 roku Tranter połączył siły z innymi absolwentami Berklee, Cole Whittle, Danem Crean i Aaronem Lee Tasjan (który został później zastąpiony przez Stevy Pyne'a), tworząc Semi Precious Weapons. Po przeprowadzce do Los Angeles w 2012 roku podpisał nową umowę wydawniczą z Warner/Chappell Music, aby pisać piosenki dla innych artystów. 
W grudniu 2015 roku został uznany za jednego z „20 największych przełomów 2015” według magazynu Rolling Stone za swój wkład w pisanie piosenek, które odniosły sukces na popowych listach przebojów w 2015.
Podczas BMI Pop Awards 2017 organizowanego przez Broadcast Music, Inc. (BMI), Tranter otrzymał tytuł najlepszego popowego autora tekstów 2017 roku i otrzymał nagrodę za współautorstwo czterech najlepszych piosenek roku.
Jest zdeklarowanym gejem.